# Витшток
Витшток (њем. Wietstock) општина је у њемачкој савезној држави Мекленбург-Западна Померанија. Једно је од 89 општинских средишта округа Остфорпомерн. Према процјени из 2010. у општини је живјело 151 становника. Посједује регионалну шифру (AGS) 13059100.

## Географски и демографски подаци
Витшток се налази у савезној држави Мекленбург-Западна Померанија у округу Остфорпомерн. Општина се налази на надморској висини од 7 метара. Површина општине износи 10,8 km². У самом мјесту је, према процјени из 2010. године, живјело 151 становника. Просјечна густина становништва износи 14 становника/km².